# Mieczysław Lepecki
Mieczysław Bohdan Lepecki (ur. 16 listopada 1897 w Kluczkowicach, zm. 26 stycznia 1969 w Warszawie) – polski podróżnik, pisarz, publicysta, major piechoty Wojska Polskiego, kawaler Orderu Virtuti Militari.

## Życiorys
Był synem Leopolda i Bronisławy z domu Depner. Wiosną 1916 roku wstąpił do Legionów Polskich. Pełnił służbę w 2 pułku piechoty Legionów. Po kryzysie przysięgowym został internowany w Szczypiornie, a później w Łomży. W styczniu 1922 roku został przeniesiony do rezerwy, w stopniu porucznika. Z dniem 1 stycznia 1924 roku został powołany do służby czynnej. W okresie od listopada 1925 roku do końca lipca 1926 roku pozostawał w stanie nieczynnym, przebywając w podróży naukowo-badawczej w Paragwaju.

Afisz z 1936 r.

Po powrocie do kraju został przeniesiony do Gabinetu Ministra Spraw Wojskowych na stanowisko referenta, w wydziale kierowanym przez mjr. SG Andrzeja Nałęcz-Korzeniowskiego. Szefem gabinetu był wówczas płk SG Józef Beck. 1 stycznia 1928 roku otrzymał urlop bezpłatny celem uczestnictwa w ekspedycji badawczej w Peru, której zadaniem było „przeprowadzenie badań nad przydatnością pewnych terenów dla osadnictwa polskiego”. W Peru przebywał dziesięć miesięcy. 19 marca 1928 został mianowany na stopień kapitana ze starszeństwem z 1 stycznia 1928 i 365. lokatą w korpusie oficerów piechoty. 1 stycznia 1930 roku ponownie otrzymał dziesięciomiesięczny urlop bezpłatny, w czasie którego odbył podróż naukowo-turystyczną do krajów położonych w centrum Ameryki Południowej. W latach 1931–1935 pełnił służbę w Generalnym Inspektoracie Sił Zbrojnych, gdzie był adiutantem marszałka Józefa Piłsudskiego. 27 czerwca 1935 został mianowany majorem ze starszeństwem z 1 stycznia 1935 roku i 79. lokatą w korpusie oficerów piechoty.
W okresie od czerwca do listopada 1935 roku przebywał, jako oficjalny przedstawiciel Ministerstwa Spraw Zagranicznych, w Brazylii, Argentynie i Paragwaju, badając możliwości osadnictwa na terenach wskazanych przez polskie placówki konsularne. 1 stycznia 1936 roku ówczesny Prezes Rady Ministrów, Marian Zyndram-Kościałkowski mianował go dyrektorem Biura Prezydialnego. W maju 1936 roku nowy Premier RP, gen. dyw. Felicjan Sławoj Składkowski powierzył mu organizację Biura Zadań Specjalnych Prezesa Rady Ministrów i powołał na stanowisko jego dyrektora. W lipcu i sierpniu 1936 odbył podróż po Syberii śladami zesłania Marszałka Józefa Piłsudskiego oraz miejsc martyrologii powstańców i rewolucjonistów polskich. W 1937 roku kierował rządową misją na Madagaskar – tzw. Komisją Studiów, której zadaniem było rozpoznanie możliwości pozyskania wyspy jako polskiej kolonii lub terenu osadnictwa żydowskiego w ramach hasła Żydzi na Madagaskar. 20 grudnia 1937 został drugim wiceprezesem powołanego wówczas Polskiego Towarzystwa Wypraw Badawczych.

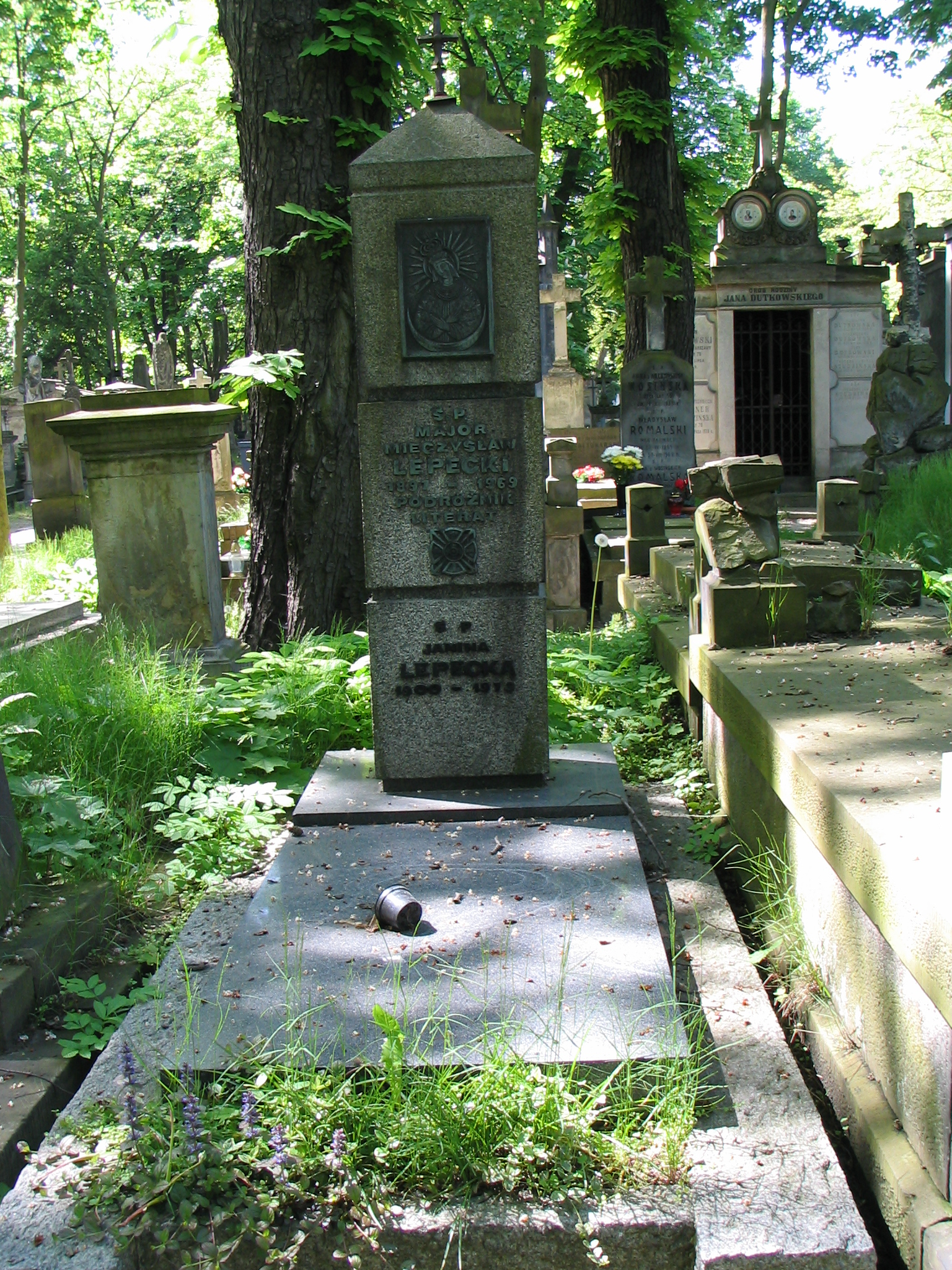
Nagrobek Mieczysława Lepeckiego na cmentarzu Powązkowskim

W marcu 1939 nadal pozostawał w stanie nieczynnym. Po wybuchu II wojny światowej 5 września 1939 został dyrektorem biura powołanego wówczas ministra propagandy Michała Grażyńskiego. 17 września 1939 roku w Kutach przekroczył granicę z Rumunią.
Pochowany na cmentarzu Powązkowskim w Warszawie (kwatera 35-1-28).

## Twórczość
- „Pamiętnik adiutanta Marszałka Piłsudskiego”
- „Maurycy August Beniowski. Zdobywca Madagaskaru”, Ludowa Spółdzielnia Wydawnicza, Warszawa, 1961
- „Niknący świat: Opowieść o podróży po centralnej Brazylii”, Iskry, Warszawa (1965), seria Naokoło świata
- „W blaskach wojny”, 1926; wspomnienia z wojny polsko-bolszewickiej
- „Od Sybiru do Belwederu: Fragmenty z życia Marszałka Piłsudskiego” – książka dla młodzieży o Józefie Piłsudskim
- „Oceanem, rzeką, lądem: Przygody z podróży po Argentynie”, Towarzystwo Wydawnicze „Rój”, 1929
- „Z gwiazdy na gwiazdę. Podróż z Brazylii do Polski”, Iskry, 1960
- „Na cmentarzyskach Indjan: Wrażenia z podróży po Paranie”, Księgarnia Biblioteki Dzieł Wyborowych, Warszawa, 1926
- „Opis polskich terenów kolonizacyjnych w Peru”, Naukowy Instytut Emigracyjny, Warszawa (1930)
- „Polskie tereny kolonizacyjne w Ameryce Południowej”, nakładem Towarzystwo Wiedzy
- „Opis stanu Espirito Santo”, Instytut Wydawniczy Ligi Morskiej i Kolonialnej, Warszawa,1931
- „Matto Grosso, dziki zachód Brazylji”, Warszawa, 1927
- „Sybir współczesny”, 1934[13]
- „35 tysięcy kilometrów przez lądy i morza: Relacja z wyprawy w 1926 r.”, Towarzystwo Wydawnicze „Rój”, Warszawa, 1926
- „Madagaskar – kraj, ludzie, kolonizacja”, Towarzystwo Wydawnicze „Rój”, Warszawa, 1938
- „U wrót tajemniczego Maghrebu”, Księgarnia Biblioteki Dzieł Wyborowych, Warszawa, 1925
- „Pod tchnieniem sirocca”, Polska Zbrojna, 1926
- „Podróż do Somosierry”, Warszawa, 1934, seria Przygody i podróże – tygodnik dla młodzieży, nr 22
- „Z marszałkiem Piłsudskim na Maderze”, Główna Księgarnia Wojskowa, Warszawa, 1931
- „W krainie Jaguarów. Przygody oficera polskiego w dżunglach i stepach Brazylji”, Księgarnia Biblioteki Dzieł Wyborowych, Warszawa, 1925
- „Wschodnie Peru czyli Montanja. (Ze szczególnym uwzględnieniem departamentu Loretu i dorzecza rzeki Ucayali.)”, Warszawa, 1930
- „Co to jest Paragwaj?”, Warszawa, 1927
- „W selwasach Paragwaju. Przygody z podróży odbytej w roku 1926”, Towarzystwo Wydawnicze „Rój”, Warszawa, 1927
- „Paragwaj”, Warszawa, 1936
- „Argentyna”
- „Boliwja”, Warszawa, 1936
- „Brazylja”, Warszawa 1936
- „Gran Chaco i spór o nie między Boliwją i Paragwajem”
- „Na Amazonce i w Peru”, Książnica-Atlas, Warszawa, 1930
- „Na Amazonce i we wschodniem Peru”, Lwów, 1931
- „Droga korsarzy i zdobywców. Wrażenia z podróży do Patagonji, Ziemi Ognistej, archipelagu Chiloe i środkowego Chile”, Główna Księgarnia Wojskowa, Warszawa, 1933
- „W sercu czerwonego lądu. Przygody z podróży do Paragwaju, Boliwji i Brazylji”, Instytut Wydawniczy „Bibljoteka Polska”, Warszawa, 1927
- „Zew ojczyzny”, Warszawa, 1928; dwutomowa powieść dla młodzieży
- „Parana i Polacy”
- „Od Amazonki do Ziemi Ognistej. Podróże po Ameryce Południowej”, Ludowa Spółdzielnia Wydawnicza, 1958
- „Raport z podróży do Peru”, Ministerstwo Spraw Wojskowych, Warszawa, 1928
- „Zazdrosna dżungla i inne opowieści egzotyczne”, Bibljoteka Domu Polskiego, 1925
- „W cieniu Kordylierów”
- „W dzikich ustroniach. Przygody, polowania i awantury”, Bibljoteka Domu Polskiego, Warszawa, 1927
- „Sowiecki Kaukaz. Podróż do Gruzji, Armenji i Azerbejdżanu”, Instytut Wydawniczy „Bibljoteka Polska”, Warszawa
- „Po bezdrożach Brazylii”, Ludowa Spółdzielnia Wydawnicza, Warszawa 1962

Wszystkie jego utwory w 1951 roku decyzją Głównego Urzędu Kontroli Prasy, Publikacji i Widowisk, zostały natychmiast wycofane z bibliotek.

## Ordery i odznaczenia
- Krzyż Srebrny Orderu Wojskowego Virtuti Militari (1921)[15]
- Krzyż Niepodległości (16 września 1931)[16]
- Krzyż Oficerski Orderu Odrodzenia Polski (19 marca 1937)[17]
- Krzyż Kawalerski Orderu Odrodzenia Polski (30 kwietnia 1927)[18][10]
- Krzyż Walecznych (trzykrotnie)[10]
- Złoty Krzyż Zasługi (dwukrotnie: 10 listopada 1933[19], 12 maja 1939[20])
- Srebrny Wawrzyn Akademicki (5 listopada 1935)[21]
- Złota Odznaka Honorowa Ligi Obrony Powietrznej i Przeciwgazowej I stopnia[22]
- Odznaka za Rany i Kontuzje
- Odznaka Pamiątkowa Generalnego Inspektora Sił Zbrojnych (12 maja 1936)
- Krzyż Legionowy[23]
- Medal 10 Rocznicy Wojny Niepodległościowej (Łotwa, 1929)[24]